# Baccharis libertadensis
Baccharis libertadensis là một loài thực vật có hoa trong họ Cúc. Loài này được (S.B.Jones) H.Rob. mô tả khoa học đầu tiên năm 1988.